# Variations sur un thème de Robert Schumann, op. 9
Pour les articles homonymes, voir Variations sur un thème de Robert Schumann.

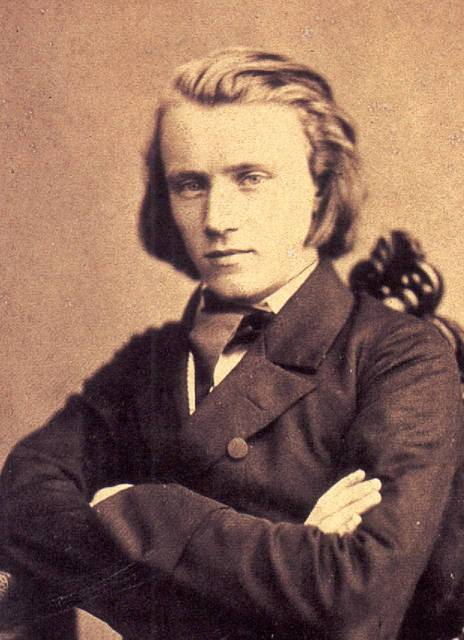
Johannes Brahms

Les Seize Variations sur un thème de Robert Schumann, op. 9 est une suite de thème et variations pour piano du compositeur allemand Johannes Brahms, écrits en 1854.

## Contexte et création
Johannes Brahms compose ses Variations lors de l'été 1854. Elle paraissent en novembre de la même année chez Breitkopf & Härtel, conjointement avec les Variations sur un thème de Robert Schumann, op. 21, de Clara Schumann.